# کاترینا ایمونز
کاترینا ایمونز کورکووا (تلفظ چکی: [ˈkatɛr̝ɪna ˈku:rkova:]؛ زادهٔ ۱۷ نوامبر ۱۹۸۳) تیرانداز اهل جمهوری چک است که تاکنون سه مدال المپیک کسب کرده‌است. او در المپیک ۲۰۰۴ آتن مدال برنز و در المپیک ۲۰۰۸ پکن مدال طلای تفنگ بادی ۱۰ متر را به دست آورد. او در المپیک پکن توانست مدال نقرهٔ تفنگ سه وضعیت را نیز کسب کند.
افزون بر مدال‌های المپیک، ایمونز مدال طلای مسابقات قهرمانی جهان ۲۰۰۲ و مدال نقرهٔ ۲۰۰۶ را نیز در تفنگ بادی به دست آورد.

## فعالیت حرفه‌ای

### بازی‌های المپیک
ایمونز در سال ۲۰۰۴ در المپیک آتن در دو مادهٔ تفنگ بادی ۱۰ متر و سه وضعیت ۵۰ متر شرکت کرد. در تفنگ بادی، در مرحلهٔ مقدماتی سوم شد و به فینال راه یافت. در فینال نیز به مقام سوم رسید و مدال برنز را به دست آورد. در تفنگ سه وضعیت، در مرحلهٔ مقدماتی رتبهٔ ۲۷ را کسب کرد و به فینال نرسید.
در المپیک پکن در سال ۲۰۰۸ نیز ایمونز در دو ماده حضور داشت. در مرحلهٔ مقدماتی تفنگ بادی، امتیاز ۴۰۰ را به دست آورد و در صدر ایستاد. همچنین با این امتیاز، رکورد المپیک را شکست و با رکورد جهان برابری کرد. در فینال نیز با امتیاز ۵۰۳٫۵ رکورد تازه‌ای برای فینال المپیک ثبت کرد و نخستین مدال طلای المپیک پکن را به گردن آویخت. در تفنگ سه وضعیت نیز با ششم شدن در مرحلهٔ مقدماتی به فینال راه یافت و در نهایت، مدال نقره را کسب کرد.
ایمونز در المپیک ۲۰۱۲ لندن نیز شرکت کرد؛ ولی موفقیتی به دست نیاورد. در تفنگ بادی در مرحلهٔ مقدماتی هشتم شد و در فینال، به مقام چهارم رسید. در تفنگ سه وضعیت نیز در مرحلهٔ مقدماتی رتبهٔ ۳۲ را کسب کرد.

### مسابقات قهرمانی جهان
در مسابقات قهرمانی جهان نیز ایمونز توانست دو مدال در تفنگ بادی به دست آورد. در سال ۲۰۰۲ در لاختی به مدال طلا دست یافت و در سال ۲۰۰۶ در زاگرب مدال نقره را به گردن آویخت.

## نتایج المپیک
| رویداد               | ۲۰۰۴             | ۲۰۰۸             | ۲۰۱۲        |
| -------------------- | ---------------- | ---------------- | ----------- |
| تفنگ سه وضعیت ۵۰ متر | ۲۷ ۵۶۵           | نقره · ۵۸۶+۱۰۱٫۷ | ۳۲ ۵۷۶      |
| تفنگ بادی ۱۰ متر     | برنز · ۳۹۸+۱۰۳٫۱ | طلا · ۴۰۰+۱۰۳٫۵  | ۴ ۳۹۷+۱۰۳٫۳ |

## زندگی شخصی
کاترینا با متیو ایمونز تیرانداز المپیکی آمریکایی ازدواج کرده‌است. آنان در المپیک ۲۰۰۴ آتن با یکدیگر آشنا شدند و در ۳۰ ژوئن ۲۰۰۷ در پلزن ازدواج کردند. آنان در مرکز تمرین المپیکی کلرادو اسپرینگز زندگی و تمرین می‌کنند. جولی نخستین دختر آن‌ها در سال ۲۰۰۹ به دنیا آمد. آنان دو فرزند دیگر به نام‌های مارتین هنری و اما دارند.